# Roger af Andria
Grev Roger af Andria, Storkammerherre af Sicilien, var en siciliansk adelig, der gjorde krav på den sicilianske trone efter Vilhelm 2.s død i 1189. Nogle har påstået, at han var Drogo af Hautevilles tipoldebarn, men dette er aldrig blevet bevist.
Vilhelm sendte i 1177 Roger og ærkebiskop Romuald af Salerno til Venedig for at deltage i forhandlinger efter den tysk-romerske kejser Frederik Barbarossas nederlag ved Legnano – en sejr, som Roger havde taget del i – året forinden. Begge de to sicilianske udsendinge godkendte Venedig-traktaten.
Efter Vilhelms død modsatte Roger sig Tancred af Lecces krav på tronen og foretrak i stedet Constance, der var datter af Roger 2. af Sicilien og gift med Henrik 6., Barbarossas søn, omend Roger også selv gjorde krav på tronen. Roger havde de fleste af halvøens baroner på sin side, men Tancreds kansler, Matthæus af Ajello, begyndte at sprede gemene rygter om Rogers privatliv, og hans støtte blandt baronerne forsvandt hurtigt. Uden opbakning til sit eget krav på tronen besluttede Roger at slutte sig til grev Richard af Carinola og Henrik Testa, Henrik 6.s marskal, og invaderede Apulien. De indtog Corneto, men ved belejringen af Ariano i 1190 narrede grev Richard af Acerra Roger og tog ham til fange, hvorefter han blev henrettet.